# اردک آیلزبری

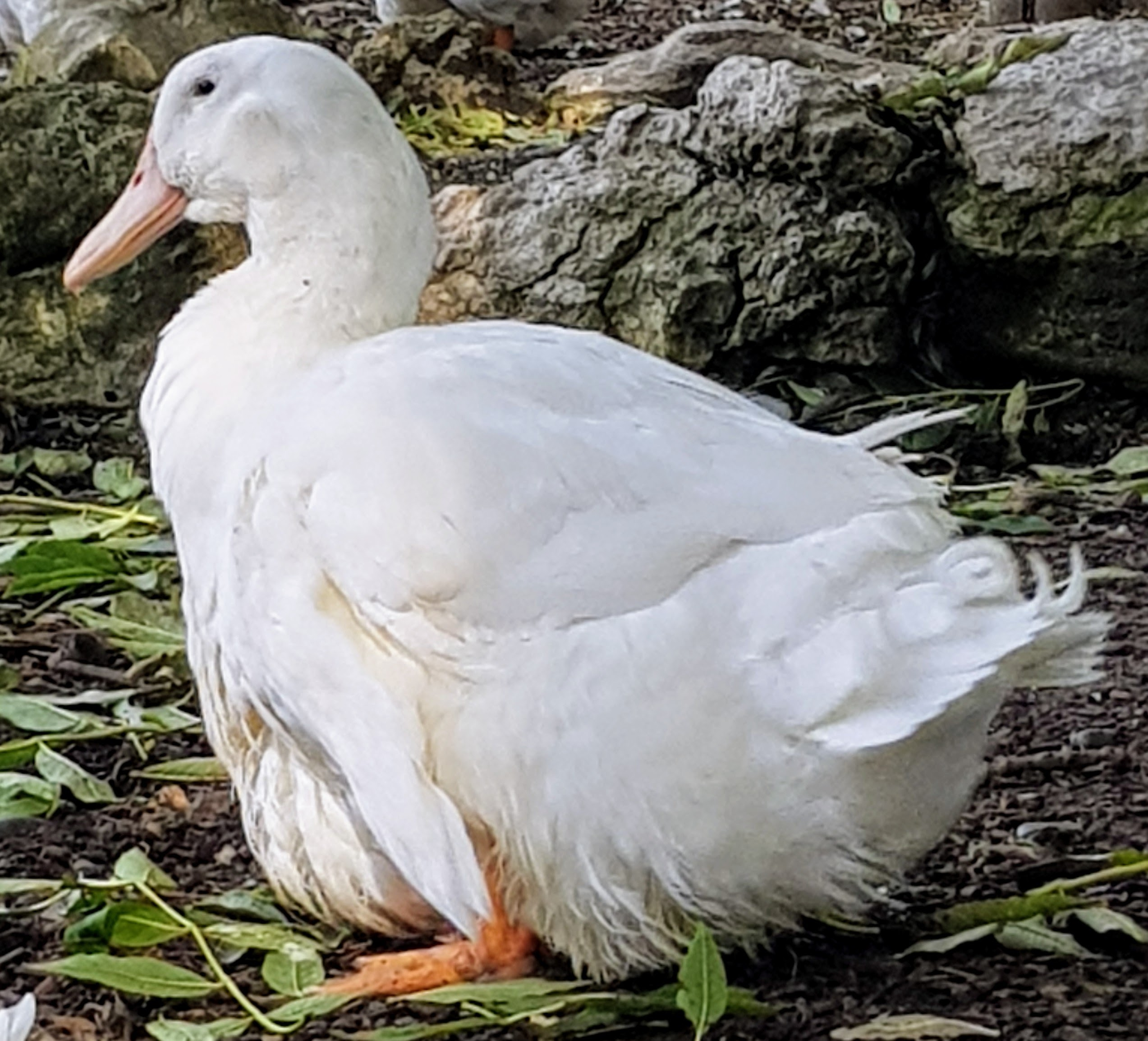
اردک آیلزبری اصیل

اردک آیلزبری اردکی بزرگ از نژاد اردک‌های اهلی ست که به‌طور عمده برای گوشت و ظاهر آن پرورش داده می‌شود. پرهای سفید یک دست، پوست صورتی، پاهای نارنجی و حالت افقی ایستادن موازی با زمین همانند قایق از مشخصات بارز این نژاد محسوب می‌شود. مبدأ و منشأ پیدایش این نژاد مشخص نیست. قبل از قرن ۱۸ ثبت نژاد در انگلستان متداول نبود و پیدایش این نژاد هم به احتمال زیاد به قبل از قرن ۱۸ بر می‌گردد و این اردک از ترکیب اردک‌های وحشی و اهلی توسط کشاورزان انجام شده و به دلیل گران بودن پر سفید در طول زمان رنگ‌های دیگر کشتار شده و رنگ سفید به عنوان پر کننده لحاف تکثیر داده شده‌است.
جوجه اردک آیلزبری در روز ۲۸ از تخم خارج و وارد دنیای جدید می‌شود و تا ۸ هفته به میانگین وزنی ۲٫۷ تا ۳٫۲ می‌رسند در بعضی مواقع نرها به وزن ۴٫۵ کیلو هم می‌رسند. شروع دوره تخم‌گذاری از آبان ماه است. پرورش این اردک در شهر آیلزبری که یکی از شهرهای انگلستان می‌باشد به دلیل تقاضای بالای پرهای سفید آن محبوب شد. پرورش اردک در قرن ۱۹ به یک صنعت بزرگ در آیلزبری تبدیل شد.
در سال ۱۸۳۹ با افتتاح راه‌آهن در آیلزبری انگلستان صنعت پرورش اردک رونق بیشتری گرفت امکان حمل و نقل ارزان و سریع به بازارهای لندن یکی از مزایای راه‌آهن بود.
در دهه ۱۸۶۰ صنعت اردک شروع به جابجایی و گسترش از آیلزبری به دیگر شهرها و دهکده‌های اطراف کرد و صنعت اردک کم‌کم در خود شهر آیلزبری از رونق افتاد.
در سال ۱۸۷۳ اردک سفید به انگلستان معرفی شد به دلیل تخم‌گذاری بیشتر نسبت به آیلزبری با وجود اینکه طعم گوشت اردک آیلزبری به نسبت اردک پکنی لذیذتر بود ولی بیشتر پرورش دهنده‌ها به سمت اردک پکنی روی آوردند.
جنگ جهانی اول و دوم آسیب شدیدی به صنعت اردک در انگلستان زد و رفته‌رفته مزارع پرورش اردک از بین رفتند.
تا دهه ۱۹۵۰ تنها یک گله مهم از اردک‌های آیلزبری در باکینگهام‌شر باقی ماند و نسل این اردک در معرض انقراض قرار گرفت.
اردک آیلزبری در سال ۱۸۴۰ به ایالت متحده وارد شدند، با کمک انجمن طیور آمریکا این نژاد تکثیر و استانداردسازی شد و در سال ۲۰۱۳ این نژاد از خطر انقراض خارج شد.
اردک آیلزبری همچنان به عنوان سمبل شهر آیلزبری باقی مانده‌است و بر روی لباس تیم باشگاه فوتبال آیلزبری یونایتد همچنان هست.